# Dikmen (district)
Dikmen is een Turks district in de provincie Sinop en telt 7.037 inwoners (2007). Het district heeft een oppervlakte van 529,3 km². Hoofdplaats is Dikmen.
De bevolkingsontwikkeling van het district is weergegeven in onderstaande tabel.
| 1997   | 2000  | 2007  |
| ------ | ----- | ----- |
| 10.712 | 9.475 | 7.037 |